# Krystyna Gryczełowska
Krystyna Gryczełowska (ur. 24 czerwca 1931 w Wilnie, zm. 3 września 2009 w Łodzi) – polska reżyserka i scenarzystka filmowa, tworząca wielokrotnie nagradzane filmy dokumentalne.

## Życiorys
Absolwentka wydziału scenariopisarstwa moskiewskiego Państwowego Instytutu Kinematografii Federacji Rosyjskiej im. S.A. Gierasimowa (WGIK; dyplom w 1955). Od powrotu do Polski związana z warszawską Wytwórnią Filmów Dokumentalnych, gdzie zadebiutowała w 1959 roku jako samodzielny reżyser. Laureatka wielu nagród festiwalowych. W tym kilkakrotna zdobywczyni Złotego Lajkonika na Ogólnopolskim Festiwalu Filmów Krótkometrażowych w Krakowie.
Krystyna Gryczełowska nie była rozpieszczana przez jury festiwali międzynarodowych, nie licząc nagrody Srebrnego Smoka na festiwalu w Krakowie za film Wtorki, czwartki i soboty w 1965 roku. Większość laurów, jakie przypadły tej reżyserce, to laury krajowe. To znaczące, bowiem jej twórczość dotykała przede wszystkim ważnych i bolesnych polskich spraw, i choć wielokrotnie ma wymiar szerszy, uniwersalny, odbierana była przede wszystkim w krajowym kontekście.
Zaczynała, co istotne, pod znakiem dokumentu tzw. czarnej serii, jeszcze jako scenarzystka, realizując z Jerzym Ziarnikiem w 1956 roku głośny film Miasteczko, opowiadający o wyludniającym się z braku pracy mieście. Także jej Siedliszcze (1960), zrealizowany 4 lata później samodzielnie, opowiadający o pracy lekarza wiejskiego, jest utrzymany w klimacie tych interwencyjnych filmów, które stanowiły odreagowanie socrealistycznego lukrowania polskiej rzeczywistości.
Często współpracowała z: Jerzym Gościkiem, Leszkiem Krzyżańskim, Bogusławem Rybczyńskim, Haliną Paszkowską, Cezarym Makowskim, Bolesławem Witanowskim, Piotrem Jaxa, Michałem Horowicem, Zygmuntem Rybarskim, Krzysztofem Grabowskim, Tomaszem Gołębiewskim.
Została pochowana na Starym Cmentarzu w Łodzi.

## Nagrody
- Srebrny Smok Wawelski - Nagroda Główna I za Wtorki, czwartki i soboty (1965)
- Nagroda Specjalna w konkursie ogólnopolskim - Nagroda Klubu Krytyki Filmowej - "Syrenka" za Wola Rafałowska (1967)
- Brązowy Lajkonik - Dokument za 90 dni w roku (1968)
- Złoty Lajkonik - Grand Prix w konkursie ogólnopolskim - Nagroda Ministra Kultury i Sztuki za Nazywa się Błażej Rejdak (1969)
- Złoty Lajkonik - Grand Prix w konkursie ogólnopolskim - Nagroda Ministra Kultury i Sztuki za Zawsze rodzi się chleb (1970)
- Brązowy Lajkonik - Zdobywca II za Nasze znajome z Łodzi (1972)

## Filmografia
- O amonicie i 14 harcerzach (1952)
- Wyprawa na Czarcią Wyspę (1955)
- Miasteczko (1956)
- Wyspa wielkiej nadziei (1957)
- Urodzaj (1959)
- Ciszej (1960)
- Siedliszcze (1960)
- Płyń pieśni, płyń (1961)
- Ballady z podwórka (1961)
- Ziemia lubuska opowiada (1962)
- Trzecia młodość (1962)
- Pierwsze pokolenie (1963)
- Słoneczne wzgórze (1963)
- W klubie na woli (1963)
- Na naszej ziemi (1964)
- Wtorki, czwartki i soboty (1965)
- Przed wyborami (1965)
- Treflowy dzień (1966)
- Różnica 65/66 (1966)
- Wola Rafałowska (1966)
- Uwaga dziecko (1967)
- 24 godziny Jadwigi L. (1967)
- 90 dni w roku (1968)
- Nazywa się Błażej Rejdak (1968)
- Zawsze rodzi się chleb (1969)
- Pegeerowcy (1970)
- Nasze znajome z Łodzi (1971)
- ...w Lutym 1971 (1971)
- ...A ten majątek miał hrabia Czarnecki (1972)
- Krzeczowice. Jesień. (1972)
- Władza (1973)
- Przeżyć dobrze jedno życie... (1973)
- Ślady na mapie, ślady na taśmie (1974)
- Siostry (1974)
- Taki pejzaż (1975)
- Powiązania (1976)
- Pani Halina (1977)
- Akademik (1977)
- Dla sześciu tysięcy ludzi w szesnastu wsiach (1978)
- Wizerunek pewnej historycznej gminy u schyłku lata 1979 (1979)
- Fragment większej całości (1981)
- Plener ze świecami (1983)
- Studnia (1986)[3]